# Branchiostegus ilocanus
Branchiostegus ilocanus är en fiskart som beskrevs av Herre 1928. Branchiostegus ilocanus ingår i släktet Branchiostegus och familjen Malacanthidae. Inga underarter finns listade.